# Haldenvassdraget
Das Flusssystem Haldenvassdraget liegt in den Provinzen Akershus und Østfold im Südosten von Norwegen.
Der Flusslauf hat seine Quelle nördlich des Sees Flolangen am Dragsjøhanken.
Der Fluss fließt in südlicher Richtung.
Dabei durchfließt er eine Seenkette bestehend aus Flolangen, Floen, Bjørkelangen, Botnersjøen, Fossersjøen, Skulerudsjøen, Rødenessjøen, Øymarksjøen, Aremarksjøen, Aspern und Femsjøen.
Beim Durchfließen des Aspern ändert der Fluss seine Orientierung und fließt nun in westlicher Richtung weiter.
Die Flussabschnitte des Gewässersystems heißen Haretonelva, Lierelva, Hølandselva, Ørjeelva, Skotsbergelva, Stenselva und Tista.
Die Gesamtflusslänge beträgt 149 km.
Davon verteilen sich 90 km auf Flussläufe und 60 km auf durchflossene Seen.
Das Einzugsgebiet umfasst 1588 km².
Bei Tistedalsfoss unterhalb des Femsjøen liegt der mittlere Abfluss bei 23,4 m³/s.
Der unterste Flussabschnitt, abstrom des Femsjøen heißt Tista.
Dieser mündet in der Stadt Halden in den Iddefjord und in das Skagerrak.
Der Unterlauf des Flusssystems ab dem Ort Ørje ist durch den Haldenkanal mit mehreren Schleusen schiffbar.
Außerdem nutzen fünf Wasserkraftwerke den Unterlauf zur Energieerzeugung.
Früher wurde der Fluss zum Flößen genutzt.